# نيكولاس كوردوفا
نيكولاس كوردوفا (بالإسبانية: Nicolás Córdova)‏ (مواليد 9 يناير 1979 في تالسا - تشيلي) لاعب كرة قدم تشيلياني يلعب حاليا لصالح نادي الدرجة الأولى بارما الإيطالي منذ 2009 في مركز الوسط المهاجم .

## روابط خارجية
- نيكولاس كوردوفا على موقع الاتحاد الدولي (مؤرشف)  (الإنجليزية)
- نيكولاس كوردوفا على موقع الاتحاد الأوربي (الإنجليزية)
- نيكولاس كوردوفا على موقع قاعدة بيانات كرة القدم.إي يو (الإنجليزية)
- نيكولاس كوردوفا على موقع ناشيونال فوتبول تيمز (الإنجليزية)
- نيكولاس كوردوفا على موقع Soccerway.com (الإنجليزية)
- نيكولاس كوردوفا على موقع عالم كرة القدم.نت (الإنجليزية)